# Vajszló
Vajszló è un comune dell'Ungheria di 1.827 abitanti (dati 2008) situato nella contea di Baranya, regione Transdanubio Meridionale